# Quinn Cook
Pour les articles homonymes, voir Quinn et Cook.
Quinn Alexander Cook, né le 23 mars 1993 à Washington, D.C. aux États-Unis, est un joueur américain de basket-ball. Il évolue au poste de meneur et mesure 1,84 m.

## Biographie

### Carrière universitaire
Il passe ses quatre années universitaires à l'université Duke où il joue pour les Blue Devils entre 2011 et 2015.

### Carrière professionnelle

#### Charge de Canton et Mavericks de Dallas (2015-2017)
Le 25 juin 2015, lors de la draft 2015 de la NBA, automatiquement éligible, il n'est pas sélectionné. En juillet, il participe à la NBA Summer League 2015 d'Orlando avec le Thunder d'Oklahoma City et à celle de Las Vegas avec les Cavaliers de Cleveland. Le 28 septembre 2015, il signe un contrat non garanti avec les Cavaliers de Cleveland pour participer au camp d'entraîner. Le 24 octobre 2015, les Cavaliers libèrent Cook après six matches de pré-saison où il a des moyennes de 3,33 points, 1,33 rebonds et 2,17 passes décisives en 12,9 minutes par match. Le 30 octobre, il est choisi par le Charge de Canton en D-League dans l'équipe affiliée aux Cavaliers. Le 14 novembre, il fait ses débuts professionnels lors de la défaite 106 à 99 chez les Red Claws du Maine lors de laquelle il marque quinze points, prend un rebond, distribue une passe décisive et intercepte un ballon en 36 minutes. Le 5 février 2016, il est nommé dans l'équipe All-Star de l'Est pour participe au D-League All-Star Game 2016 en remplacement de DeAndre Liggins, blessé. Le 11 avril, il est nommé Rookie de l'année avec des moyennes de 19,6 points, 5,4 passes décisives, 3,9 rebonds en 43 matches, en tirant à 47% aux tirs et marquant le plus de paniers à trois points de son équipe avec 86 au total. A la fin de la saison, il est nommé dans le troisième meilleur cinq de la saison en D-League et dans le meilleur cinq des rookies.
En juillet 2016, il participe à la NBA Summer League 2016 avec l'équipe Select. Le 24 septembre 2016, il signe aux Pelicans de La Nouvelle-Orléans pour participer au camp d'entraînement et tenter de faire partie des quinze joueurs retenus au début de la saison NBA 2016-2017. Mais, le 22 octobre, il est libéré après avoir participé à trois matches de pré-saison. Le 1er novembre 2016, il retourne chez le Charge de Canton. Le 18 février 2017, il est nommé MVP du D-League All-Star Game 2017 à la Mercedes-Benz Superdome en terminant la rencontre avec un double-double, 18 points et 12 passes décisives.
Le 26 février 2017, Cook signe un contrat de dix jours avec les Mavericks de Dallas. Le Lendemain, il fait ses débuts en NBA, terminant la rencontre avec deux points, deux rebonds et deux passes décisives en 17 minutes en étant rempaçant lors de la victoire 96 à 89 contre le Heat de Miami. Le 7 mars 2017, il réalise son meilleur match sous le maillot des Mavericks en marquant 10 points dans la victoire 122 à 111 contre les Lakers de Los Angeles.
Le 8 mars 2017, à la fin de son contrat de dix jours avec les Mavericks, il retourne chez le Charge.

#### Pelicans de La Nouvelle-Orléans (2017)
Le 29 mars 2017, il signe un contrat de dix jours avec les Pelicans de La Nouvelle-Orléans. Le 29 mars, il signe un second contrat de dix jours avec les Pelicans puis le 8 avril, un contrat jusqu'à la fin de la saison. Le 8 avril, Cook réalise son record de points en carrière avec 22 unités auxquelles il ajoute trois passes décisives et un rebond lors de la défaite 101 à 123 chez les Warriors de Golden State.
Le 25 juillet 2017, il est libéré par les Pelicans.

#### Warriors de Golden State/San Cruz (2017-2019)
Le 20 août 2017, Cook signe avec les Hawks d'Atlanta pour participer au camp d'entraînement mais le 13 octobre 2017, il n'est pas conservé dans l'effectif.
Le 17 octobre 2017, il signe un two-way contract avec les Warriors de Golden State et il est rappelé dans l'équipe le 13 novembre 2017. Le 6 décembre 2017, Cook est titularisé pour la première fois de sa carrière contre les Hornets de Charlotte, et termine la rencontre avec huit points, trois passes décisives et trois rebonds en 22 minutes. Le 16 mars 2018, Cook bat son record de points en carrière avec 25 unités auxquelles il ajoute trois passes décisives, trois interceptions et quatre rebonds lors de la défaite 93 à 98 chez les Kings de Sacramento. Le lendemain, le 17 mars 2018, Cook bat de nouveau son record avec 28 points accompagnés de quatre passes décisives et quatre rebonds lors de la victoire 124 à 109 contre les Suns de Phoenix. Le 29 mars 2018, en marquant 30 points, il bat une nouvelle fois son record en carrière et ajoute trois passes décisives et quatre rebonds dans la défaite 107 à 116 chez les Bucks de Milwaukee. Cook continue d'être le facteur clé pour les Warriors en l'absence du meneur titulaire Stephen Curry, blessé. De ce fait, le 8 avril 2018, les Warriors le signent sur un contrat de deux ans afin de s'assurer de son éligibilité à jouer avec l'équipe en playoffs.
Le 14 avril 2018, Cook fait ses débuts en Playoffs NBA, en étant remplaçant, et termine avec cinq points, deux passes décisives, quatre rebonds et un contre dans la large victoire 113 à 92 contre les Spurs de San Antonio. Les Warriors accèdent aux Finales NBA 2018 après leur victoire en sept matches contre les Rockets de Houston en finale de la conférence Ouest. Les Warriors remportent le titre de champion contre les Cavaliers de Cleveland en quatre matches. 
Les Warriors accèdent de nouveau en finales en 2019 mais s'inclinent en six matches contre les Raptors de Toronto. Le 28 juin 2019, les Warriors étendent le contrat de Cook, faisant de lui un agent libre protégé mais le 3 juillet, ils reviennent sur leur décision et laissent Cook s'engager où il le souhaite.

#### Lakers de Los Angeles (2019-2021)
Le 6 juillet 2019, il signe pour six millions de dollars sur deux ans aux Lakers de Los Angeles. Il est coupé le 19 novembre 2020 par la franchise californienne.
Le 4 décembre 2020, il s'engage à nouveau avec les Lakers de Los Angeles. Cook est de nouveau licencié en février 2021.

#### Cavaliers de Cleveland (2021)
Le 11 mars 2021, il signe un contrat de 10 jours avec les Cavaliers de Cleveland. Le 22 mars 2021, il en signe un second.

#### Départ pour l'Europe
En octobre 2021, Cook s'engage pour une saison avec le Lokomotiv Kouban-Krasnodar, club russe qui participe à l'EuroCoupe. Il quitte le club russe après le début de l'invasion de l'Ukraine par la Russie en février 2022. Il tente de se refaire une place en NBA mais n'est pas conservé par les Kings de Sacramento pour la saison régulière 2022-2023.

## Palmarès

### En club
- Champion NBA (2020) avec les Los Angeles Lakers
- Champion NBA (2018) avec les Warriors de Golden States
- Champion de la Conférence Ouest en 2018 avec les Warriors de Golden State.
- Champion de la Conférence Ouest en 2020 avec les Lakers de Los Angeles.
- Champion NCAA (2015)

### Distinctions personnelles
- MVP du D-League All Star Game (2017)
- NBA D-League Rookie of the Year (2016)
- All-NBA D-League Third Team (2016)
- NBA D-League All-Rookie Team (2016)
- NBA D-League All-Star (2016)
- Second-team All-American – SN (2015)
- Second-team All-ACC (2015)
- McDonald's All-American (2011)

## Statistiques
Légende :
| Champion NBA |

gras = ses meilleures performances

### Universitaires
Les statistiques de Quinn Cook en matchs universitaires sont les suivantes :
| Saison    | Équipe   | Matchs | Titul. | Min./m | % Tir | % 3pts | % LF | Rbds/m. | Pass/m. | Int/m. | Ctr/m. | Pts/m. |
| --------- | -------- | ------ | ------ | ------ | ----- | ------ | ---- | ------- | ------- | ------ | ------ | ------ |
| 2011-2012 | Duke     | 33     | 4      | 11,7   | 40,5  | 25,0   | 77,6 | 1,03    | 1,91    | 0,42   | 0,06   | 4,42   |
| 2012-2013 | Duke     | 36     | 34     | 33,6   | 41,6  | 39,3   | 87,7 | 3,83    | 5,28    | 1,42   | 0,14   | 11,69  |
| 2013-2014 | Duke     | 35     | 22     | 29,8   | 43,5  | 37,1   | 83,8 | 2,17    | 4,37    | 1,34   | 0,03   | 11,60  |
| 2014-2015 | Duke     | 39     | 39     | 35,8   | 45,3  | 39,5   | 89,1 | 3,36    | 2,64    | 1,00   | 0,03   | 15,33  |
| Carrière  | Carrière | 143    | 99     | 28,2   | 43,3  | 37,5   | 85,6 | 2,65    | 3,56    | 1,06   | 0,06   | 10,99  |

### Professionnelles

#### NBA

##### Saison régulière
| Saison    | Équipe              | Matchs | Titul. | Min./m | % Tir | % 3pts | % LF | Rbds/m. | Pass/m. | Int/m. | Ctr/m. | Pts/m. |
| --------- | ------------------- | ------ | ------ | ------ | ----- | ------ | ---- | ------- | ------- | ------ | ------ | ------ |
| 2016-2017 | Dallas              | 5      | 0      | 15,4   | 44,0  | 35,7   | 0,0  | 0,60    | 2,40    | 0,20   | 0,00   | 5,40   |
| 2016-2017 | La Nouvelle-Orléans | 9      | 0      | 12,3   | 53,7  | 50,0   | 66,7 | 0,44    | 1,56    | 0,33   | 0,00   | 5,78   |
| 2017-2018 | Golden State        | 33     | 18     | 22,4   | 48,4  | 44,2   | 88,0 | 2,48    | 2,70    | 0,36   | 0,03   | 9,45   |
| 2018-2019 | Golden State        | 74     | 10     | 14,3   | 46,5  | 40,5   | 76,9 | 2,12    | 1,57    | 0,27   | 0,04   | 6,88   |
| 2019-2020 | L.A. Lakers         | 44     | 1      | 11,5   | 42,5  | 36,5   | 78,6 | 1,16    | 1,11    | 0,27   | 0,05   | 5,09   |
| Carrière  | Carrière            | 165    | 29     | 14,9   | 46,3  | 40,4   | 78,9 | 1,77    | 1,68    | 0,29   | 0,04   | 6,72   |

##### Playoffs
| Saison   | Équipe       | Matchs | Titul. | Min./m | % Tir | % 3pts | % LF  | Rbds/m. | Pass/m. | Int/m. | Ctr/m. | Pts/m. |
| -------- | ------------ | ------ | ------ | ------ | ----- | ------ | ----- | ------- | ------- | ------ | ------ | ------ |
| 2018     | Golden State | 17     | 0      | 10,3   | 44,8  | 22,6   | 82,4  | 1,35    | 0,65    | 0,24   | 0,12   | 4,76   |
| 2019     | Golden State | 17     | 0      | 11,4   | 40,0  | 32,4   | 100,0 | 1,06    | 0,71    | 0,18   | 0,06   | 4,18   |
| 2020     | L.A. Lakers  | 6      | 0      | 4,0    | 50,0  | 50,0   | 100,0 | 0,17    | 0,83    | 0,00   | 0,00   | 2,17   |
| Carrière | Carrière     | 40     | 0      | 9,8    | 42,9  | 29,0   | 86,4  | 1,05    | 0,70    | 0,17   | 0,07   | 4,12   |

#### D-League

##### Saison régulière
| Saison    | Équipe     | Matchs | Titul. | Min./m | % Tir | % 3pts | % LF | Rbds/m. | Pass/m. | Int/m. | Ctr/m. | Pts/m. |
| --------- | ---------- | ------ | ------ | ------ | ----- | ------ | ---- | ------- | ------- | ------ | ------ | ------ |
| 2015-2016 | Canton     | 43     | 37     | 33,8   | 46,6  | 38,2   | 86,3 | 3,93    | 5,42    | 1,19   | 0,02   | 19,58  |
| 2016-2017 | Canton     | 39     | 38     | 38,5   | 47,6  | 37,2   | 89,5 | 4,05    | 6,67    | 1,13   | 0,08   | 26,00  |
| 2017-2018 | Santa Cruz | 29     | 29     | 36,0   | 52,4  | 43,7   | 95,8 | 4,62    | 8,10    | 1,03   | 0,34   | 25,38  |
| Carrière  | Carrière   | 111    | 104    | 36,0   | 48,5  | 39,3   | 90,0 | 4,15    | 6,56    | 1,13   | 0,13   | 23,35  |

##### Playoffs
| Saison    | Équipe   | Matchs | Titul. | Min./m | % Tir | % 3pts | % LF | Rbds/m. | Pass/m. | Int/m. | Ctr/m. | Pts/m. |
| --------- | -------- | ------ | ------ | ------ | ----- | ------ | ---- | ------- | ------- | ------ | ------ | ------ |
| 2015-2016 | Canton   | 4      | 4      | 36,3   | 51,4  | 34,6   | 90,0 | 4,75    | 7,25    | 1,50   | 0,25   | 23,50  |
| Carrière  | Carrière | 4      | 4      | 36,3   | 51,4  | 34,6   | 90,0 | 4,75    | 7,25    | 1,50   | 0,25   | 23,50  |

## Records sur une rencontre en NBA
Les records personnels de Quinn Cook en NBA sont les suivants, :
| Type de statistique        | Saison régulière | Saison régulière       | Saison régulière | Playoffs | Playoffs                        | Playoffs      |
| Type de statistique        | Record           | Adversaire             | Date             | Record   | Adversaire                      | Date          |
| -------------------------- | ---------------- | ---------------------- | ---------------- | -------- | ------------------------------- | ------------- |
| Points                     | 30               | Bucks de Milwaukee     | 29 mars 2018     | 12       | 2 fois                          | 2 fois        |
| Paniers marqués            | 12               | Bucks de Milwaukee     | 29 mars 2018     | 5        | 2 fois                          | 2 fois        |
| Paniers tentés             | 18               | 2 fois                 | 2 fois           | 9        | 3 fois                          | 3 fois        |
| Paniers à 3 points réussis | 5                | 7 fois                 | 7 fois           | 3        | 2 fois                          | 2 fois        |
| Paniers à 3 points tentés  | 9                | @ Pacers de l'Indiana  | 8 août 2020      | 5        | 3 fois                          | 3 fois        |
| Lancers francs réussis     | 3                | 5 fois                 | 5 fois           | 3        | Pelicans de La Nouvelle-Orléans | 28 avril 2018 |
| Lancers francs tentés      | 4                | 3 fois                 | 3 fois           | 4        | Pelicans de La Nouvelle-Orléans | 28 avril 2018 |
| Rebonds offensifs          | 2                | 6 fois                 | 6 fois           | 1        | 4 fois                          | 4 fois        |
| Rebonds défensifs          | 8                | @ Spurs de San Antonio | 18 novembre 2018 | 4        | 2 fois                          | 2 fois        |
| Rebonds totaux             | 8                | 2 fois                 | 2 fois           | 4        | 3 fois                          | 3 fois        |
| Passes décisives           | 8                | 2 fois                 | 2 fois           | 3        | 3 fois                          | 3 fois        |
| Interceptions              | 3                | 2 fois                 | 2 fois           | 2        | Rockets de Houston              | 20 mai 2018   |
| Contres                    | 1                | 6 fois                 | 6 fois           | 1        | 3 fois                          | 3 fois        |
| Balles perdues             | 4                | 2 fois                 | 2 fois           | 2        | 4 fois                          | 4 fois        |
| Minutes jouées             | 40               | Kings de Sacramento    | 16 mars 2018     | 27       | Raptors de Toronto              | 5 juin 2019   |

- Double-double : 0
- Triple-double : 0

Dernière mise à jour : 19 novembre 2020